# Nihonjin gakkō

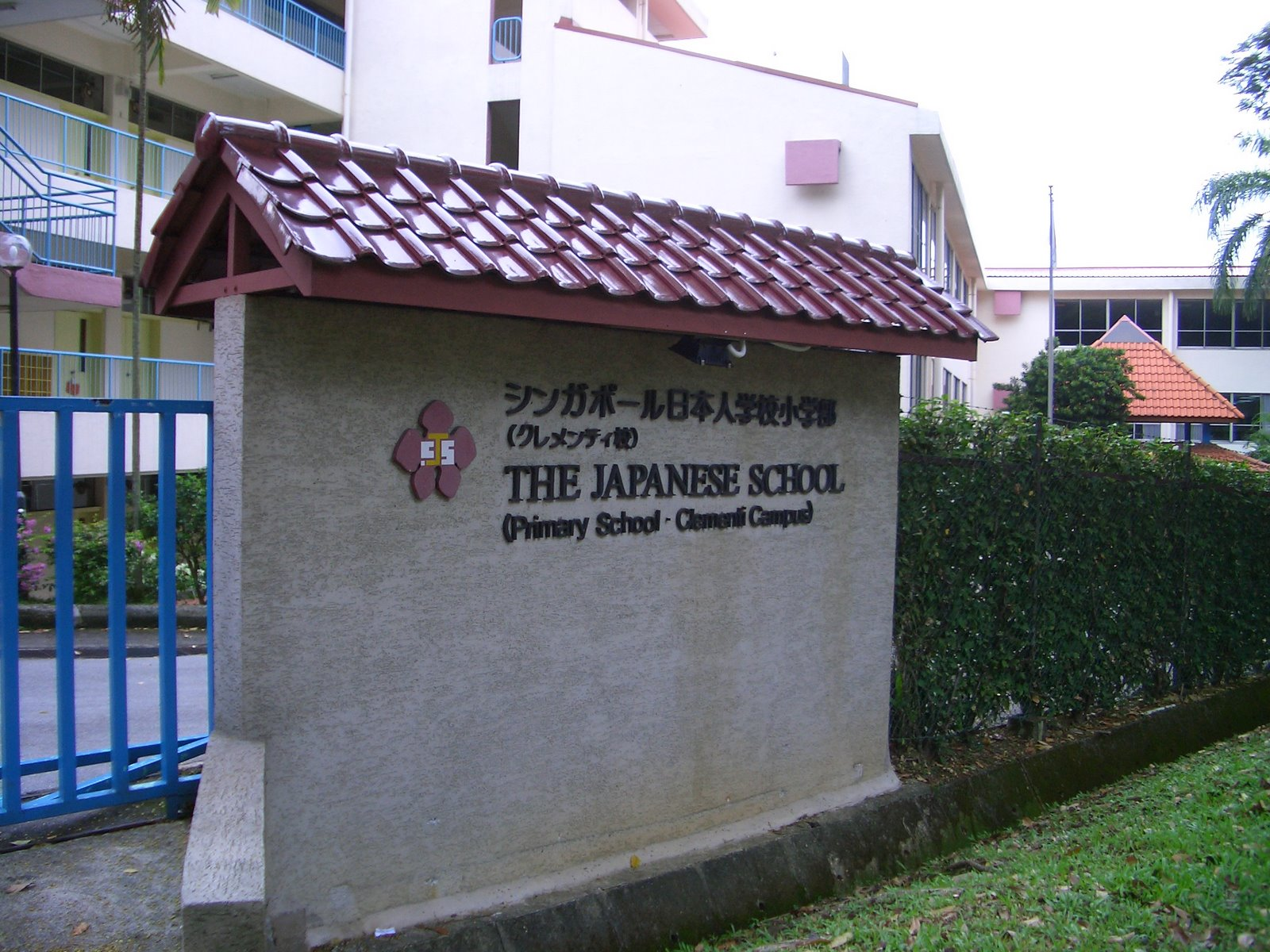
Escola Japonesa de Singapura, uma das maiores escolas japonesas no estrangeiro.

Uma escola internacional japonesa (日本人学校, Nihonjin gakkō) é um instituto educacional que atua fora do Japão, para falantes nativos da língua japonesa no estrangeiro. É uma escola de expatriados, projetada para filhos, cujo pais estão a trabalhar em missões diplomáticas, negócios e missões de ensino no estrangeiro e aos que querem repatriar o Japão.
Estas escolas apresentam exatamente o mesmo plano de estudos fundamentais e secundários utilizados nas instituições públicas do Japão, por isso, quando os alunos regressam ao Japão, não são reprovados nos cursos. Algumas escolas aceitam apenas cidadãos japoneses e outras estudantes de língua japonesa, independentemente da cidadania.
As nihonjin gakkō são credenciadas pelo Ministério da Educação, Cultura, Desporto, Ciência e Tecnologia do Japão, recebendo o financiamento do governo japonês. Cada escola possui professores que são transferidos do Japão em um período de dois a três anos ou também empregam habitantes locais que tem conhecimento na língua japonesa como professores, Instrutores de língua inglesa, assistentes administrativos, jardineiros, faxineiros e guardas de segurança. Em abril de 2006, houve um total de 85 escolas no estrangeiro.
A Nihonjin gakkō atende ao ensino fundamental e secundário. A Escola Japonesa de Xangai conta com programas do ensino secundário.
As escolas que parcialmente oferece o diploma nihonjin gakkō, após o horário escolar ou nos fins de semana, por vezes são chamadas de escolas japonesas também, mas são categorizadas como hoshū jugyō kō ou hoshūkō, uma escola complementar.

## História

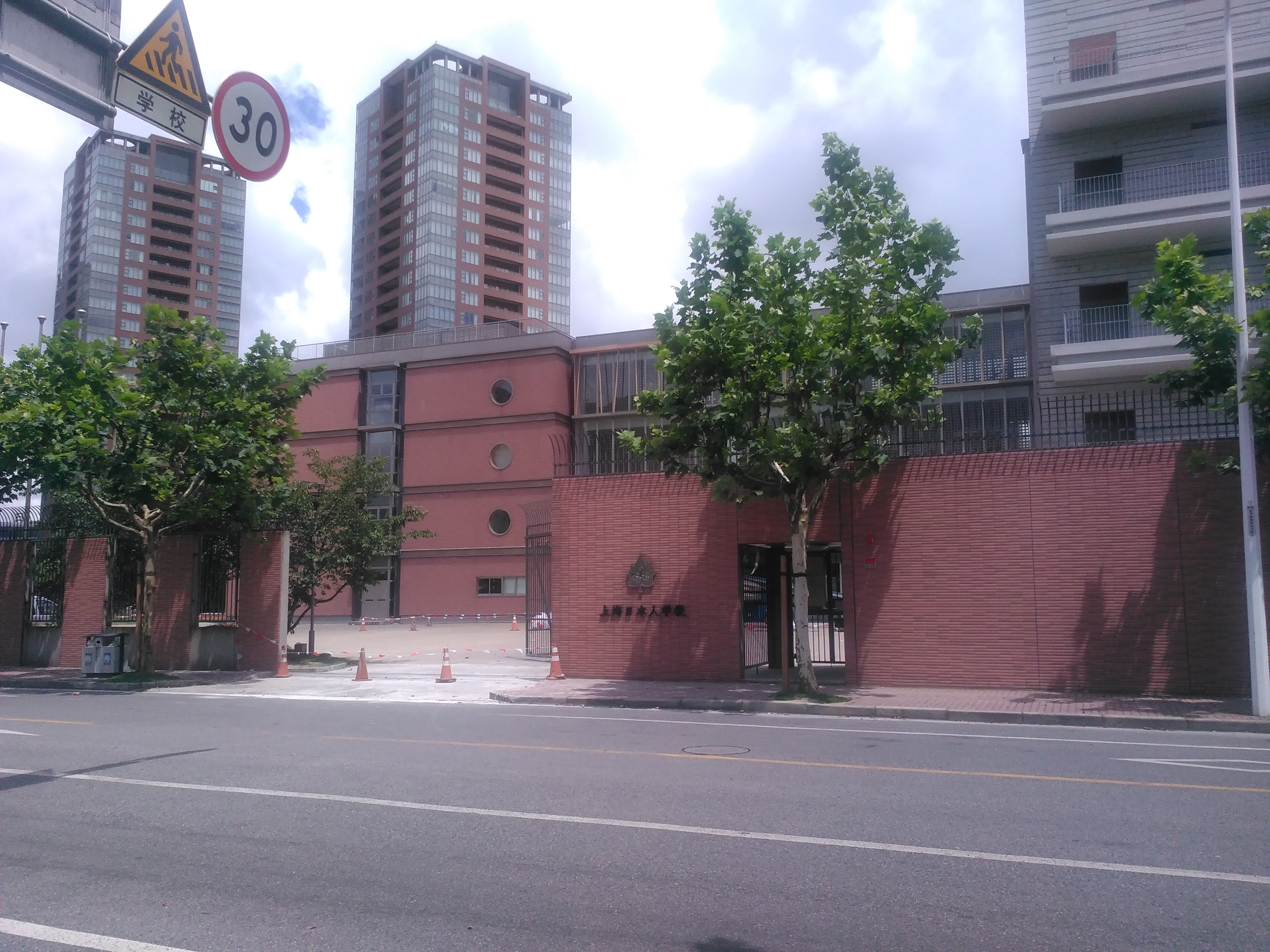
Campus Pudong da Escola Japonesa de Xangai.

Algumas das escolas japonesas no estrangeiro, principalmente na Ásia, possuem uma longa história, estabelecidos originalmente como escolas públicas nos territórios ocupados pelo Japão como em Tailândia, Filipinas e a República da China.
Após a recuperação do Japão na Segunda Guerra Mundial, o número de institutos de educação internacionais japoneses, aumentaram ao redor do mundo. A primeira escola japonesa no estrangeiro, depois do pós-guerra, foi a Escola Japonesa de Banguecoque, inaugurada em 1956.

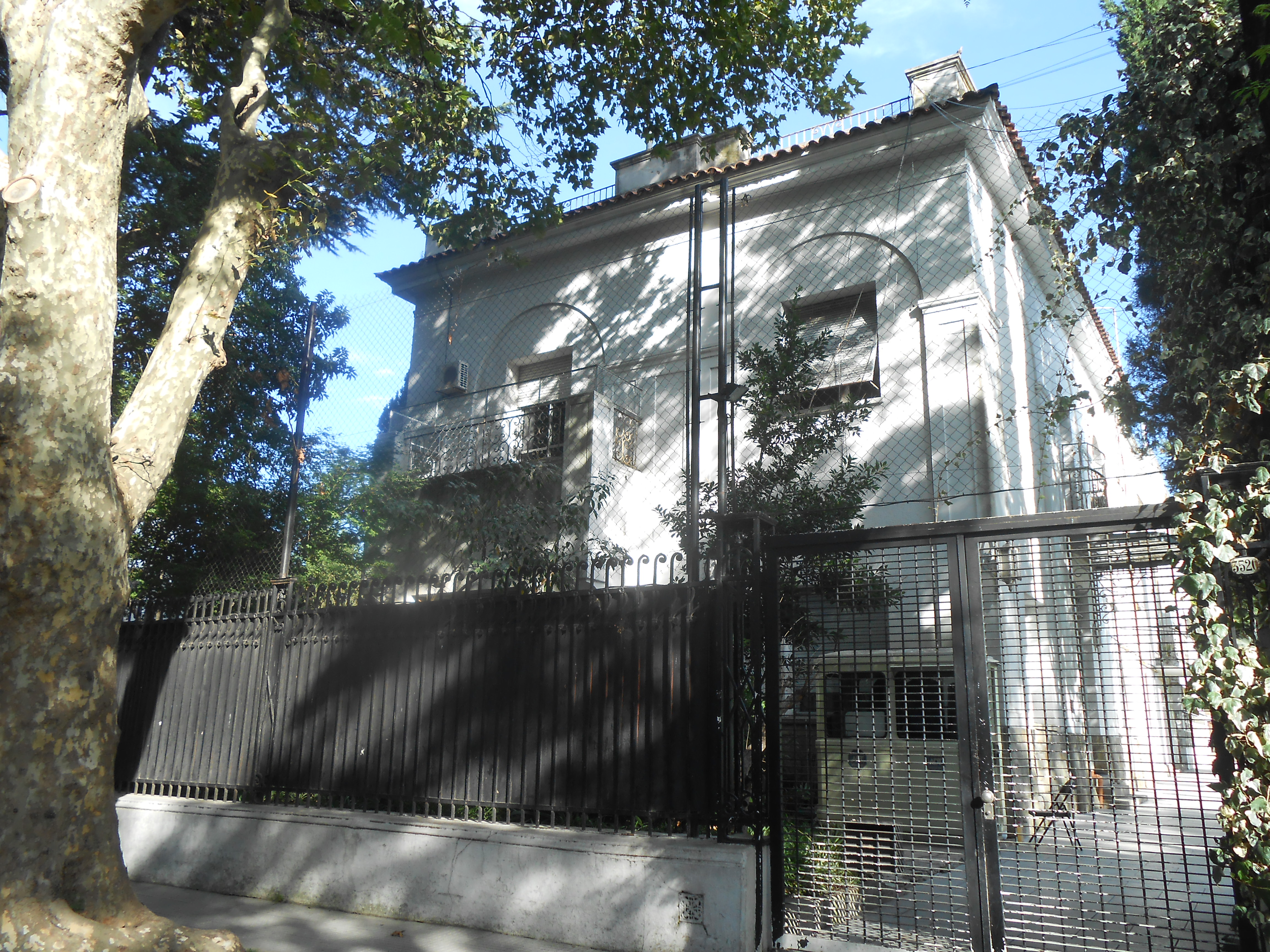
Associação Cultural e Educativa Japonesa de Buenos Aires.

A partir de 1985, o Ministério da Educação, Cultura, Desporto, Ciência e Tecnologia do Japão incentivou o desenvolvimento da nihonjin gakkō, em países em desenvolvimento, ao mesmo tempo que incentivou a abertura de escolas complementares japonesas (補習授業校, Hoshū jugyō kō) em países desenvolvidos. No entanto, alguns pais japoneses que residiam em países desenvolvidos e em  países em desenvolvimento, fizeram campanha a favor da abertura da nihonjin gakkō nos países desenvolvidos, devido à preocupação com a educação de seus filhos.
Em 1971, havia 22 nihonjin gakkō no mundo todo. Durante o rápido crescimento económico do pós-guerra na década de 1950 até o início de 1970 e a bolha financeira e imobiliária do Japão na década de 1980, o país ganhou poder económico e muitos grupos empresariais sogo shoshas e grandes indústrias que enviaram seus funcionários em todo o mundo. Foi quando muitas nihonjin gakko foram estabelecidas para a educação de seus filhos na Ásia, Europa, Médio Oriente, América do Norte, América Central e América do Sul. O número de nihonjin gakkō aumentaram para 80 em 1986, com a abertura de escolas japonesas em Barcelona e Melbourne. Em maio do mesmo ano, 968 professores originários do Japão estavam ensinando nessas escolas japonesas mundiais. Naquele mesmo mês, quinze mil oitocentos e onze alunos estavam matriculados nessas escolas. Em 1987 o número de nihonjin gakkō aumentou para 82.

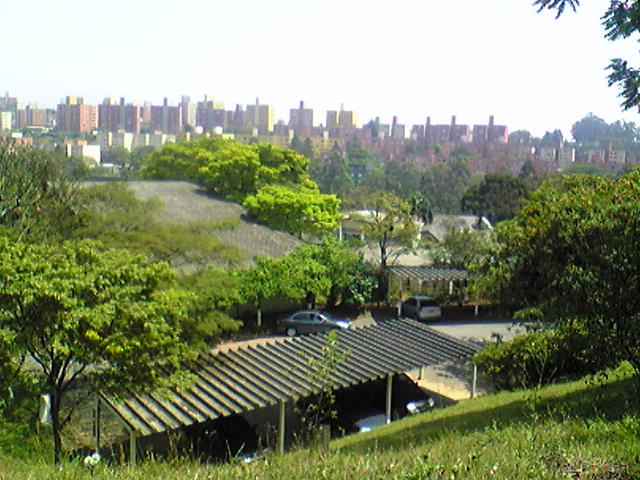
'.

No início da década de 1980, 40% das crianças nacionais japonesas que viviam na Europa participaram da nihonjin gakkō, enquanto 95% das crianças nacionais japonesas que viviam no estrangeiro, em outros países da Ásia, também participaram da nihonjin gakkō.
Muitos pais japoneses no estrangeiro, enviavam seus filhos ao Japão para participarem do ensino médio, depois de terem completado a escola secundária no exterior, ou deixavam as crianças para trás, para que elas pudessem se acostumar com os sistemas de acesso às universidades japonesas difíceis. Toshio Iwasaki, o editor do periódico Journal of Japanese Trade & Industry, afirmou que isso inibiu o desenvolvimento das escolas secundárias japonesas em outros países. As primeiras escolas internacionais no estrangeiro que serviram o nível colegial, foram a Escola Rikkyo na Inglaterra, que ganhou altas classes de nível colegial, após 1975, e o Liceu Seijo na França, que foi estabelecida em 1986. Em 1991, as escolas secundárias japonesas internacionais começaram por operar nos Estados Unidos, França, Reino Unido, Singapura, Alemanha, Dinamarca e Irlanda.
Em 1991, muitos colégios japoneses no estrangeiro, aceitavam estudantes que residiam no Japão e algumas famílias de classe alta residentes no Japão, que escolheram enviar seus filhos a escolas japonesas no estrangeiro, em vez de escolas japonesas no próprio Japão.
Enquanto o Japão passava por uma importante recessão chamada de década perdida na década de 1990, onde muitas das nihonjin gakkō foram fechadas, devido a uma diminuição dramática no número de matrículas.
No entanto, devido a sua economia que estava em crescimento, A China constituiu uma excepção, as escolas em Pequim, Xangai e Hong Kong expandiram-se e desde 1991, novas escolas foram estabelecidas em Dalian, Cantão, Tianjin, Qingdao, Suzhou.
Em 2004 havia oitenta e três escolas japonesas diurnas em cinquenta países.

## Características

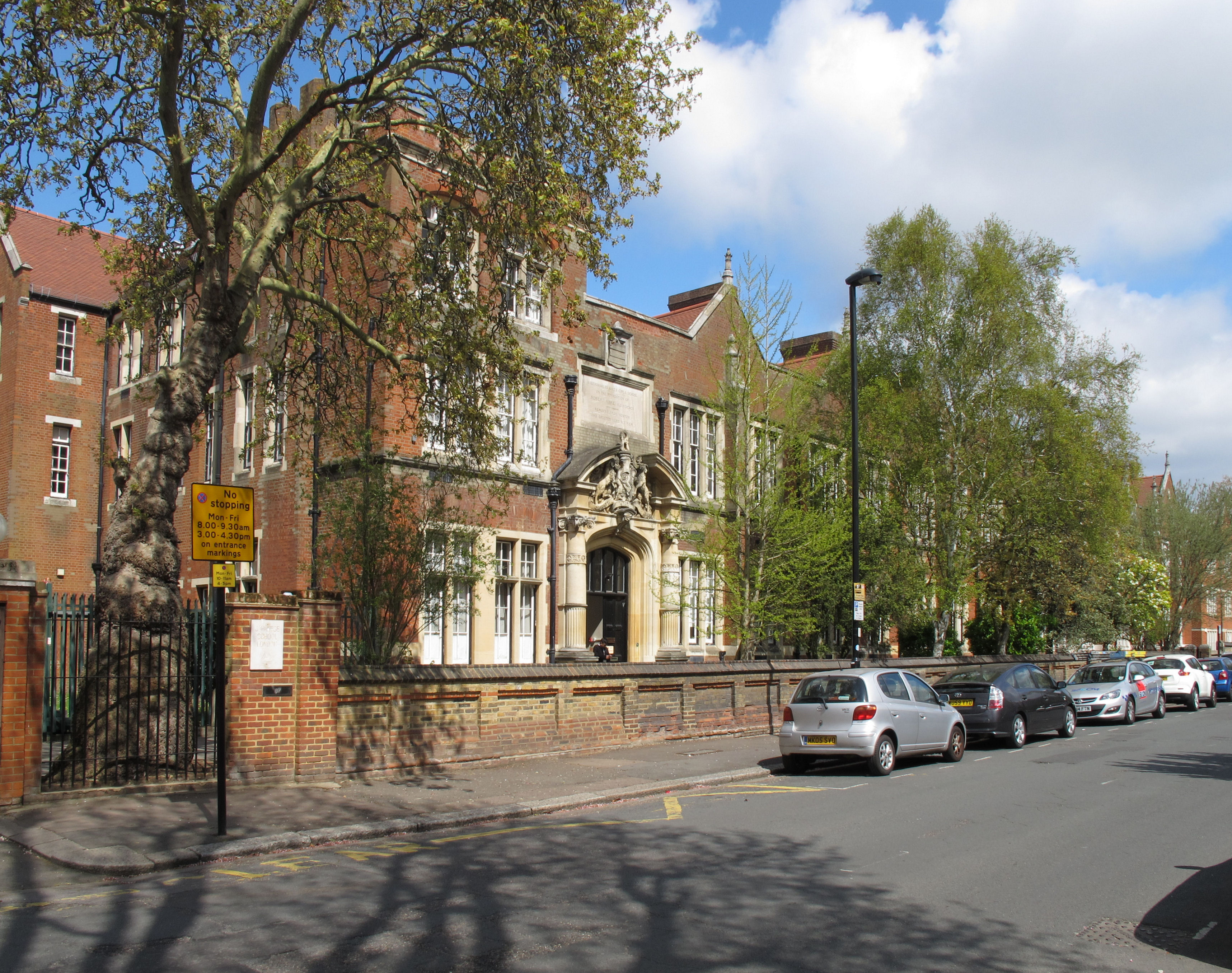
Escola Japonesa de Londres.

A Nihonjin gakkō utiliza o japonês como língua de instrução. O diploma é aprovado pelo Ministério da Educação, Cultura, Desporto, Ciência e Tecnologia do Japão (MEXT), para que os alunos possam facilmente se ajustarem, ao regressarem para o Japão. Para aulas de línguas estrangeiras, cada escola geralmente ensina o inglês e dependentemente, uma importante língua local do país. Algumas nihonjin gakkō não admitem estudantes nacionais não-japoneses. Esta prática se difere das escolas internacionais americanas e britânicas, que admitem alunos de outras nacionalidades.

## Locais

### Ásia(exceto o Médio Oriente)
- Bangladesh
  - Escola Japonesa de Daca

- República Popular da China
  - Escola Japonesa de Pequim [en] - Pequim
  - Escola Japonesa de Dalian [en] - Dalian
  - Escola Japonesa de Cantão [en] - Cantão
  - Escola Japonesa de Hangzhou
  - Escola Japonesa de Hong Kong [en] - Hong Kong
  - Escola Japonesa de Qingdao
  - Escola Japonesa de Xangai [en] Xangai
  - Escola Japonesa de Shenzhen [en] - Shenzhen
  - Escola Japonesa de Suzhou [en] - Suzhou
  - Escola Japonesa de Tianjin

- Índia
  - Escola Japonesa de Bombaim [en] - Bombaim
  - Escola Japonesa de Nova Deli [en] - Nova Deli

- Indonésia
  - Escola Japonesa de Bandung
  - Escola Japonesa de Jacarta [en] - Jacarta
  - Escola Japonesa de Surabaia

- Malásia
  - Japanese School of Kuala Lumpur [en] - Kuala Lumpur
  - Escola Japonesa de Johor
  - Escola Japonesa de Kota Kinabalu
  - Escola Japonesa de Penang

- Myanmar
  - Escola Japonesa de Rangum [en] - Rangum

- Paquistão
  - Escola Japonesa de Islamabad [en] - Islamabad
  - Escola Japonesa de Carachi [en] - Carachi

- Filipinas
  - Escola Japonesa de Manila [en] - Manila

- República da China
  - Escola Japonesa de Kaohsiung [en] - Kaohsiung
  - Escola Japonesa de Taichung [en] - Taichung
  - Escola Japonesa de Taipé [en] Taipé

- Singapura
  - Escola Japonesa de Singapura [en]
  - Shiritsu Zaigai Kyoiku Shisetsu: Escola Secundária Sênior Waseda Shibuya de Singapura[14]

- Coreia do Sul
  - Escola Japonesa de Busan [en] - Busan
  - Escola Japonesa de Seul [en] - Seul

- Sri Lanka
  - Escola Japonesa de Colombo [en] - Colombo

- Tailândia
  - Associação Educacional Nipo-Tailandesa [en]
  - Associação Educacional de Si Racha [en]

- Vietname
  - Escola Japonesa da Cidade de Ho Chi Minh [en] - Cidade de Ho Chi Minh
  - Escola Japonesa de Hanói [en] - Hanói

### Médio Oriente(exceto a África)
- Bahrein
  - Escola Japonesa de Barém

- Irão
  - Escola Japonesa de Teerão

- Catar
  - Escola Japonesa de Doha

- Arábia Saudita
  - Escola Japonesa de Jidá
  - Escola Japonesa de Riade

- Turquia
  - Escola Japonesa de Istambul

- Emirados Árabes Unidos
  - Escola Japonesa de Abu Dhabi
  - Escola Japonesa de Dubai

### Américas

#### América do Norte
- Estados Unidos
  - Escola Japonesa de Guam
  - Escola Japonesa Futabakai de Chicago
  - Escola Japonesa de Nova Jérsia[15]
  - Escola Japonesa de Nova Iorque

O Ministério da Educação, Cultura, Desporto, Ciência e Tecnologia do Japão classificou as seguintes filiais no estrangeiro como escolas privadas japonesas, ou shiritsu zaigai kyoiku shisetsu (私立在外教育施設), que não são operadas por associações japonesas.
- Escola Internacional Seigakuin de Atlanta
- Academia Nishiyamato da Califórnia
- Escola diurna não autorizada, mas designada pelo Ministério da Educação, Cultura, Desporto, Ciência e Tecnologia do Japão (MEXT):
  - Academia Keio de Nova Iorque
- Escolas diurnas não autorizadas, nem designadas pelo MEXT:
  - Sociedade Infantil Japonesa (também conhecida como Ikuei Gakuen de Nova Iorque)
  - Academia Internacional Sundai de Michigan [16]

- México
  - Escola Japonesa de Aguascalientes [17]
  - Seção Liceu Nipo-Japonês da Cidade do México

#### América Central
- Costa Rica
  - Escola Japonesa de São José

- Guatemala
  - Escola Japonesa da Cidade da Guatemala

- Panamá
  - Escola Japonesa de Panamá

#### América do Sul
- Argentina
  - Colégio Japonês de Buenos Aires/Associação Cultural e Educativa Japonesa

- Brasil
  - Escola Japonesa de Manaus
  - Escola Japonesa de São Paulo
  - Associação Civil de Divulgação Cultural e Educacional Japonesa do Rio de Janeiro

- Chile
  - Instituto de Educação Japonesa

- Colômbia
  - Associação  Cultural Japonesa de Bogotá

- Paraguai
  - Colégio Japonês de Assunção

- Peru
  - Associação "Académica de Cultura Japonesa" (Lima)

- Venezuela
  - Colégio Japonês de Caracas

### Europa
- Áustria
  - Escola Japonesa de Viena

- Bélgica
  - Escola Japonesa de Bruxelas

- República Checa
  - Escola Japonesa de Praga

- França
  - Instituto Cultural Franco-Japonês de Paris

- Alemanha
  - Escola Internacional Japonesa de Frankfurt am Main
  - Escola Internacional Japonesa de Düsseldorf
  - Escola Internacional Japonesa de Munique
  - Escola Internacional Japonesa de Berlim
  - Escola Internacional Japonesa de Hamburgo

- Hungria
  - Escola Japonesa de Budapeste

- Itália
  - Escola Japonesa de Milão
  - Escola Japonesa de Roma

- Países Baixos
  - Escola Japonesa de Amesterdão
  - Escola Japonesa de Roterdão

- Polónia
  - Escola Japonesa de Varsóvia

- Roménia
  - Escola Japonesa de Bucareste

- Rússia
  - Escola Japonesa de Moscovo

- Espanha
  - Colégio Japonês de Barcelona
  - Colégio Japonês de Madrid

- Suíça
  - Escola Japonesa de Zurique

- Reino Unido
  - Escola Japonesa de Londres

### África
- Egito
  - Escola Japonesa de Cairo

- Quénia
  - Escola Japonesa de Nairóbi

- África do Sul
  - Escola Japonesa de Joanesburgo

### Oceânia
- Austrália
  - Escola Japonesa de Perth
  - Escola Japonesa de Melbourne
  - Escola Japonesa de Sydney

### Locais antigos[18]
África:
- Argélia
  - Escola Japonesa de Argel[19] (アルジェ日本人学校) - Designada em 11 de janeiro de 1978 (Showa 53), certificada em 12 de janeiro de 1994 (Heisei 6) e revogada em 29 de março de 2002 (Heisei 14).
- Nigéria
  - Escola Japonesa de Lagos (ラゴス日本人学校) - Designada e certificada em 1 de março de 1975 (Showa 50), revogada em 29 de março de 2002 (Heisei 14).

Ásia (exceto o Médio Oriente):
- Índia
  - Escola Japonesa de Calcutá - Designada em 30 de março de 1976 (Showa 51), certificada em 18 de dezembro de 1992 (Heisei 4) e revogada em 29 de março de 2002 (Heisei 14).
- Indonésia
  - Escola Japonesa de Medan

Oriente Médio (exceto a África):
- Iraque
  - Escola Japonesa de Bagdá
- Kuwait
  - Escola Japonesa do Kuwait
- Líbano
  - Escola Japonesa de Beirute - Designada em 10 de fevereiro de 1972 (Showa 47) e revogada em 29 de março de 2002 (Heisei 14).
- Turquia
  - Escola Japonesa de Ancara, sob o nome de Japanese Embassy Study Group - Designada em 1 de abril de 1979 (Showa 54),[20]

Europa:
- Grécia
  - Comunidade Educativa Japonesa de Atenas[21] - Fechada em 2007.[22]
- Espanha
  - Escola Japonesa de Las Palmas (ラス・パルマス日本人学校) - Las Palmas[23] Fechada em março de 2001[22]
- Jugoslávia
  - Escola Japonesa de Belgrado

América do Sul:
- Brasil
  - Escola Japonesa de Belém (ベレーン日本人学校) - Designada em 25 de fevereiro de 1977 (Showa 52), certificada em 28 de dezembro de 1992 (Heisei 4) e revogada em 29 de março de 2002 (Heisei 14).
  - Escola Japonesa de Belo Horizonte (ベロ・オリゾンテ日本人学校),[24] também conhecida como Instituto Cultural Mokuyoo-Kai Sociedade Civil [25] - Designada em 6 de fevereiro de 1982 (Showa 57), certificada em 18 de dezembro de 1992 (Heisei 4) e revogada em 29 de março de 2002 (Heisei 14).
  - Escola Japonesa de Vitória (ヴィトリア日本人学校) - Designada em 10 de fevereiro de 1981 (Showa 56), certificada em 18 de dezembro de 1992 (Heisei 4) e revogada em 29 de março de 2002 (Heisei 14).
- Equador
  - Colégio Japonês de Quito (キト日本人学校) - Fechado em 2003.[26]